# Koncha

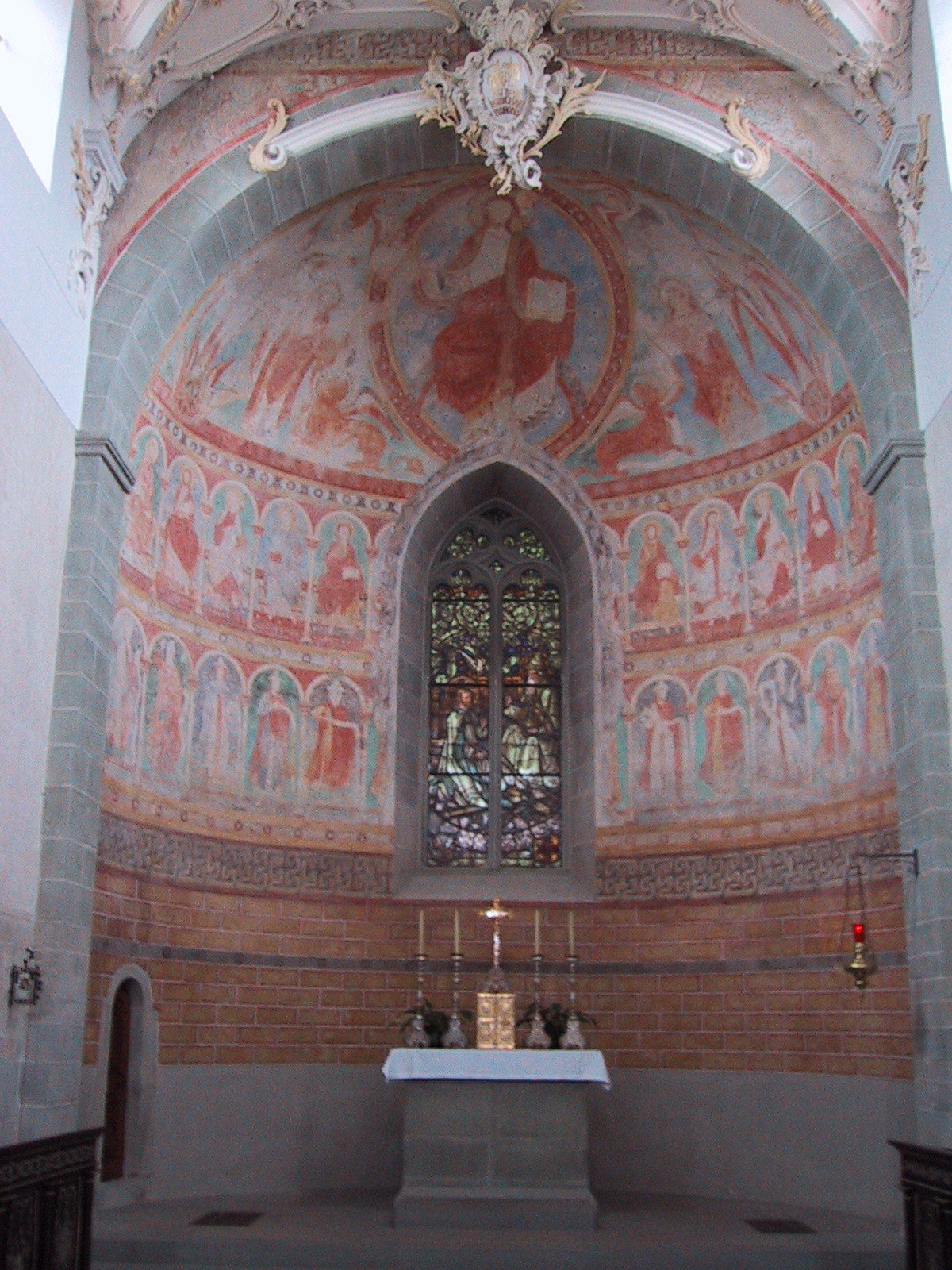
románská apsida završená konchou s malbou trůnícího Krista (okno v ose je novější – gotický doplněk)

Koncha (přes latinské concha - lastura, mušle z řeckého konché téhož významu) je specifický typ kulové klenby, která tvoří horní část apsidy, niky, exedry nebo edikuly. Kryje tedy zpravidla prostor o polokruhovém, případně podkovovitém, segmentovém  či půloválovém půdorysu.
V románském období byly konchou klenuty apsidy. V renesanci, baroku, klasicismu byly konchou klenuty niky, případně exedry. Koncha románské apsidy byla často pokryta nástěnnou malbou trůnícího Krista v mandorle (Kristus Pantokrator) a anděly posledního soudu. Nika bývá v konše dekorována štukovou mušlí.